# Maung
Een maung is een percussie-instrument, dat afkomstig is uit Birma. Het is geen muziekinstrument op zich, maar bestaat uit een set van veertig gongs. Deze gongs hebben allemaal afwijkende grootten en geven dus diverse toonhoogten af.
Stephan Micus gebruikte het muziekinstrument op zijn muziekalbums Snow en Life.